# Xã Peotone, Quận Will, Illinois
Xã Peotone (tiếng Anh: Peotone Township) là một xã thuộc quận Will, tiểu bang Illinois, Hoa Kỳ. Năm 2010, dân số của xã này là 4.431 người.